# За викликом
За викликом (англ. On Call) — американський процедурний драматичний телесеріал, створений Тімом Волшем і Елліотом Вульфом, прем'єра якого відбулася на Prime Video. Спочатку серіал планувався для IMDb TV, і у квітні 2023 року було офіційно замовлено вісім епізодів. Це перший серіал Діка Вульфа, створений у півгодинному форматі з тривалістю 24 хвилини.
У травні 2025 року Prime Video закрила серіал після одного сезону. Однак зараз його переносять на інші платформи.

## Сюжет
Серіал розповідає про ветерана підготовки, офіцера поліції Лонг-Біч Трейсі Гармон та її партнера-новачка Алекса Діаза, які реагують на екстрені виклики на вулицях Лонг-Біч, Каліфорнія, одночасно долаючи наслідки втрати колеги-офіцера та особисті проблеми.

## Акторський склад
- Троян Беллісаріо — офіцер Трейсі Гармон
- Брендон Ларракуенте — офіцер Алекс Діас
- Ерік Ла Саль — сержант Ласман
- Лорі Локлін — лейтенант Бішоп
- Річ Тінг — сержант-детектив Тайсон Кояма
- Моніка Реймунд — офіцер Марія Дельгадо

## Епізоди
| № серії | Назва серії                                             | Режисер(и)    | Сценарист(и)               | Оригінальна дата показу |
| --- | ------------------------------------------------------- | ------------- | -------------------------- | ----------------------- |
| 1 | «Пілот» (англ. Pilot)                                   | Ерік Ла Салль | Тім Волш і Елліот Вульф    | 9 січня 2025            |
| Офіцер Марія Дельгадо отримує смертельне поранення під час затримання трьох злочинців з банди Істбаріо. Після трагедії її наставниця офіцер Трейсі Гармон бере нового стажиста Алекса Діаза. Вони відповідають на виклик про домашнє насилля, після чого офіцер Трейсі Гармон погрожує чоловіку, не знаючи, що камера стажиста ввімкнена. Вона рекомендує стажисту докласти на неї, однак він цього не робить. Після цього вони намагаються заарештувати злочинців з банди, але Алекс Діаз губить слід. |                                                         |               |                            |                         |
| 2 | «Закони Всесвіту» (англ. Laws Of The Universe)          | Ерік Ла Салль | Тім Волш і Елліот Вульф    | 9 січня 2025            |
| Офіцери приїжджають на вуличний мітинг, де у бійці був поранений чоловік, а другий втік, вдаривши Діаза. Після цього вони відвідують наметне містечко в пошуках зачіпок щодо банди, де знаходять відрубані людську голову й руку. Всередині відділку зростають розбіжності через старі непорозуміння, а сержант Ласман дізнається про відео, де Трейсі Гармон погрожує чоловіку, однак вирішує нічого не робити. Окрім цього вони виїжджають на справу про наркотики, а потім на вбивство. |                                                         |               |                            |                         |
| 3 | «На південь від раю» (англ. South of Heaven)            | Бренна Маллой | Моллі Меннінг              | 9 січня 2025            |
| На початку серії Алекс Діаз намагається наздогнати наркомана з сокирою, який врешті стрибає з даху й отримує значні поранення. У погоні він губить свій пістолет, який знаходить і повертає його колега. Після цього вони відповідають на виклик про проникнення й напад, який виявляється зрадою чоловіка дружині. Діаз дізнається, що Гармон має ворогів у відділку, і починає боятися, що їй не можна довіряти. Офіцери відвідують знайомого злочинця Гармон в його барі в пошуках злочинців з банди, де дізнається, що вони не втекли в Мексику. Офіцери відповідають на виклик про серійний підпал авто, злочинниця тікає у наметне містечко, де знайомого офіцера Діаза колють шприцом з наркотиком. |                                                         |               |                            |                         |
| 4 | «Неоспівана» (англ. Unsung)                             | Бренна Маллой | Браян Грасіа               | 9 січня 2025            |
| Західний відділок відвідує похорон поліціянтки Марії Дельгадо, яку вбили на початку серіалу. Офіцери відповідають на бійку між наркодиллеркою-повією та клієнтом. Вони намагаються дізнатися у них деталі щодо людей з банди. Вони знаходять лігво злочинців та затримують їх. |                                                         |               |                            |                         |
| 5 | «Не твій рятівник» (англ. Not Your Savior)              | Ерік Ла Салль | Тіффані Братчер            | 9 січня 2025            |
| Алекс Діаз дізнається про намагання вбити його брата, який відбуває покарання у в'язниці, за те, що офіцери розкрили справу банди та затримали злочинців. Діаз просить Гармон поговорити з чоловіком з бару з проханням припинити погрози його братові, однак вона відмовляється. Розрив між Гармон і Діазом зростає. Офіцери відповідають на викрадення дитини батьком для проведення екзорцизму, після цього повертають у лікарню втікача, психічнохворого чоловіка. Діаз бачить сварку між чоловіком і дружиною з дитиною на АЗС. Вони намагаються вирішити ситуацію, однак чоловік спалює себе. Гармон розповідає Діазу, чому про неї ходять погані чутки.                                             |                                                         |               |                            |                         |
| 6 | «Жінка з Лос-Анджелеса» (англ. L.A. Woman)              | Ерік Ла Салль | Моллі Меннінг              | 9 січня 2025            |
| Офіцери відповідають на виклик про чоловіка, який на високій швидкості збив собаку. Її доводиться вбити, бо транспортування неможливе, а ветеринари не можуть приїхати. Чоловіка не затримують за відсутності доказів. Гармон все ж погодилася поговорити з чоловіком з бару щодо брата її напарника, але той почав ставити ультиматуми. Офіцери відповідають на виклик про три передозування, де Гармон згадує про свою сестру наркоманку, яку Діаз допомагає передати її до лікувального закладу, а у відповідь, Гармон домовилася про переведення ув'язненого брата Діаза в інший заклад. |                                                         |               |                            |                         |
| 7 | «Військова машина» (англ. War Machine)                  | Бренна Маллой | Браян Грасіа та Джон Конлі | 9 січня 2025            |
| Мати Діаза, яка спочатку була проти переведення свого другого сина в інший тюремний заклад, подякувала офіцеру Гармон за допомогу. Офіцери відповідають на пограбування, де злочинці під керівництвом Смоккі застрелили хлопчика. Після цього ці ж злочинці грабують будинок, вистріливши в жінку. Поліція проводить масове затримання 40 людей, але ватажок все ще на волі. |                                                         |               |                            |                         |
| 8 | «Як був завойований Захід» (англ. How The West Was Won) | Бренна Маллой | Тім Волш і Елліот Вульф    | 9 січня 2025            |
| Офіцери затримують Смоккі, а також застрелюють його дочку, якою виявилася поранена у минулій серії жінка. До цього вона несмертельно ранила Алекса Діаза у плече. Трейсі Гармон намагається отримати підвищення, але їй відмовляють, бо один з керівників проти. Вона вважає, що це був сержант Ласман, який мав особисті непорозуміння з нею та знав про відео з погрозами. Однак, виявляється, що він не був проти, а проти неї була лейтенант Бішоп. Після шести місяців стажування Алекса Діаза, Трейсі Гармон виступила проти його випуску та відправила його на повторне стажування з нею ж. |                                                         |               |                            |                         |

## Виробництво

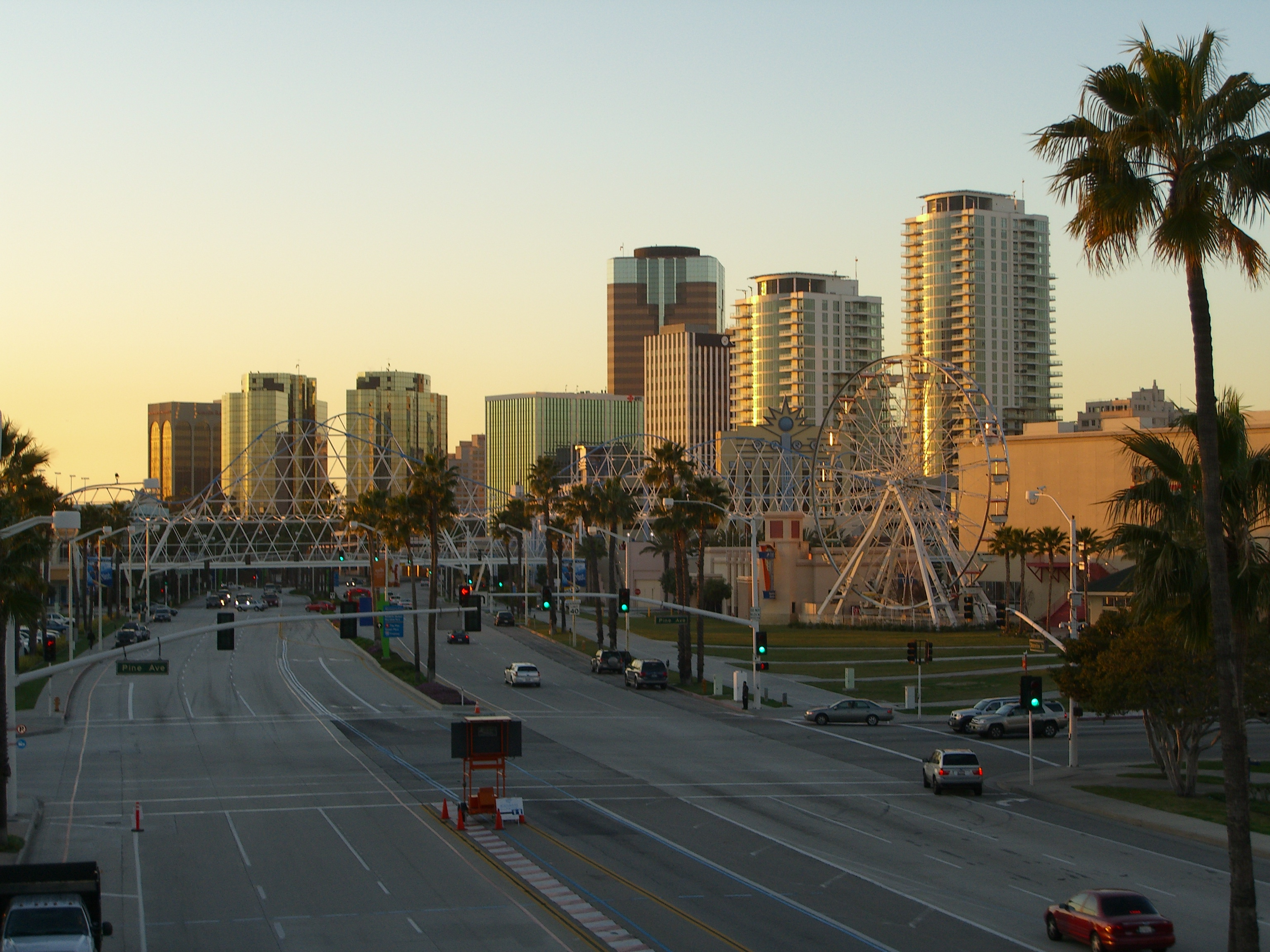
Зйомки серіалу проходили в місті Лонг-Біч, штат Каліфорнія

Серіал був анонсований IMDB TV (тепер відомий як Amazon Freevee) у травні 2021 року, і повідомлялося, що Дік Вольф буде виконавчим продюсером серіалу, а цифрова компанія ATTN: — продюсером шоу. Компанії-продюсери — Wolf Entertainment і Universal Television. Наступного місяця було оголошено, що Бен Воткінс буде шоураннером та виконавчим продюсером серіалу разом з Елліотом Вольфом. У квітні 2023 року оголошено, що Троян Беллісаріо та Брендон Ларракуенте були обрані на головні ролі. Також було оголошено, що Ерік Ла Саль, який також режисував епізоди 1, 2, 5 і 6 серіалу, і Пітер Янковскі приєдналися як виконавчі продюсери. У жовтні 2024 року оголошено, що Ерік Ла Саль, Лорі Локлін і Річ Тінг були обрані в серіал. Крім того, було оголошено, що серіал переходить з Amazon Freevee на Amazon Prime Video й отримав замовлення на сезон з восьми півгодинних епізодів.
Виробництво серіалу було призупинено в травні 2023 року через пікетування під час страйку Гільдії сценаристів Америки у 2023 році.

## Випуск
Прем'єра серіалу відбулася на Amazon Prime Video 9 січня 2025 року.

## Критика
Вебсайт агрегатора рецензій Rotten Tomatoes повідомив про 54 % схвалення з середнім рейтингом 6/10 на основі 13 рецензій критиків. Консенсус критиків вебсайту говорить: «„За викликом“ — це невибагливий патруль завдяки його півгодинному формату, але менша тривалість — це майже єдина новинка, яку він додає у жанр поліційних драм». Metacritic, який використовує середньозважену оцінку, присвоїв оцінку 48 зі 100 на основі 8 критиків, вказуючи на «змішані або середні» відгуки.